# Formații rock 5
Formații rock 5 reprezintă al cincilea disc al seriei Formații rock și a fost editat de casa de discuri Electrecord din România. 

## Lista pistelor
În paranteze sunt indicate numele compozitorului fiecărei piese și acela al textierului.
1. Metrock – Dans (Marius Luca / Marius Luca)
2. Redivivus – Fiul vieții (Gelu Moraru / Gabriel Cotabiță)
3. Dan Bădulescu – Maturizare (Dan Bădulescu / Dan Bădulescu)
4. Rodion G.A. – Acolo unde e mister (Rodion Roșca / Rodion Roșca)
5. Metrock – Efect secundar (Jozsef Balogh / Marius Luca)
6. Redivivus – Răsărit de speranță (Gelu Moraru / Gabriel Cotabiță)
7. Dan Bădulescu – Valea macilor (Dan Bădulescu / Dan Bădulescu)
8. Metrock – Setea de iubire (Marius Luca / Marius Luca)
9. Rodion G.A. – Amintiri (Rodion Roșca / Rodion Roșca)

## Componența formațiilor
Metrock (Oradea):
- Marius Luca – vocal, chitară
- Geza Papp – chitară
- Jozsef Balogh – chitară bas
- Ladislau Balazs – baterie

Redivivus (Craiova):
- Gabriel Cotabiță – vocal
- Gelu Moraru – chitară
- Edwin Surin – claviaturi
- Nikos Temistocle – chitară bas
- Vali Vătuiu – baterie

Rodion G.A. (Cluj-Napoca):
- Rodion Roșca – vocal, chitară, claviaturi

Dan Bădulescu Band (București):
- Dan Bădulescu – chitară solo
- Ștefan Constantinescu – chitară bas
- Gelu Ștefan – baterie